# Mohayné Katanics Mária
Mohayné Katanics Mária (Baja, 1929. április 20. – Budapest, 2017. január 23.) Liszt Ferenc-díjas karnagy, zenepedagógus.

## Életútja
1935 és 1948 között a Miasszonyunkról Nevezett Kalocsai Szegény Iskolanővérek intézetében (ma: Szent László ÁMK) tanult Baján. 1948 és 1952 között elvégezte az Országos Magyar Liszt Ferenc Zeneművészeti Főiskolát, ahol okleveles középiskolai énektanári diplomát kapott. 1952 és 1959 között Lajtha László mellett a Néprajzi Intézetben népzenekutató gyakornok, a Cinkotai Teleki Blanka Tanítóképzőben (ma: Szerb Antal Gimnázium) karnagy és énektanár volt. 1959 és 1972 között a Szilágyi Erzsébet Gimnázium, 1972 és 1984 között a Marczibányi téri Kodály Zoltán Ének-zenei Általános Iskola karnagya és énektanára volt. 1984-től 1996-ig a Zsámbéki Katolikus Tanítóképző Főiskolán (ma: Apor Vilmos Katolikus Főiskola, Vác), továbbá 1990-től 2002-ig az ELTE Tanárképző Főiskolai Kar (ELTE-TFK) Zenei Tanszékén tanított kórusmódszertant és karvezetést. Közben 1998-1999-ben énektanár a budakeszi Prohászka Ottokár Katolikus Gimnáziumban, majd 2002-től 2006-ig óraadó tanár a Zeneakadémia Budapesti Tanárképző Intézetében. 1961-től 1983-ig a Zeneművészeti Főiskola gyakorló vezető tanáraként karvezetés szakos hallgatók tanítási gyakorlatait vezette a Szilágyi Gimnáziumban és a Marczibányi téri Ének-Zenei Általános Iskolában. Ezekben az évtizedekben külföldről számos országból látogatták óráit muzsikusok, énektanárok és karvezetők, hogy a Kodály-módszert tanulmányozzák.
1959 novemberében megalapította a Szilágyi Erzsébet Női Kart, melynek a kétezres évekig karnagya volt. A kórusnak összesen mintegy kétszáz tagja volt, a mindenkori létszáma harminc körül mozgott. Az 1990-es évek végéig több száz fellépésük volt, melyek egy része önálló hangverseny volt. Rendszeresen részt vettek hazai és külföldi kórusfesztiválokon és kórusversenyeken – többek között 1964 és 1982 között mind a tíz Pécsi Kamarakórus Fesztiválon –, ezeken számos díjat nyertek. Néhány ezek közül: 1966 Belgium, Neerpelt: száz százalékos első díj, 1969 Olaszország, Arezzo: három második díj, 1972 Franciaország, Tours: nagydíj, 1975 Finnország, Tampere: a legjobb külföldi kórus díja, 1981 Franciaország, Tours: egy első és egy második díj, egy nagydíj és egy különdíj, 1982 Debrecen: női kari első díj. 1964 és 1996 között huszonhárom alkalommal volt a kórus külföldön: hatszor Ausztriában, hétszer Franciaországban, háromszor Németországban, kétszer Olaszországban és Belgiumban, egyszer Erdélyben, Finnországban, Lengyelországban és Spanyolországban.
Hosszú éveken át évi két-három rádiófelvétel készült a kórussal a Magyar Rádióban. Az MTV és a Duna Televízió is több felvételt készített a kórussal, illetve számos új magyar kórusmű ősbemutatója, rádió és televízió felvétele fűződik a nevükhöz. A Vándor Kórusban 1959-től tíz éven át szólamvezető, szolfézstanár, majd másodkarnagy volt. Meghívott vendégkarnagy volt 1968 és 1986 között húsz alkalommal, alkalmanként három-négy héten át a Magyar Rádió Énekkaránál, többször vidéki városok kórusainál és a tanárképző főiskolák országos találkozóin. Egész pályafutása során a mindenkori iskolai (általános iskolai, gimnáziumi, főiskolai) kórussal évente több fellépésük volt különböző ünnepélyeken, hangversenyeken, például a Marczibányi téri Kodály Zoltán ének-zenei általános iskolával minden év májusában a Zeneakadémián. A Zsámbéki Tanítóképzővel rendszeresen részt vettek a kétévente megrendezett országos főiskolás dalostalálkozókon, 1996-ban pedig négy napos bajorországi hangversenykörúton voltak. Katanics Mária nyári szemináriumokat vezetett évtizedeken keresztül a kecskeméti Kodály Intézet szervezésében, karnagyi tanfolyamokat, énektanári és módszertani továbbképzéseket tartott szolfézs, karvezetés, kórustanítás, Kodály-módszer témakörben az Fővárosi Művelődési Ház, a Budapesti Művelődési Központ, a Fővárosi Pedagógiai Intézet és vidéki városok (Baja, Eger, Esztergom, Győr, Kecskemét, Miskolc, Pécs, stb.) szervezésében. Az USA-ban hét, Kanadában egy, Japánban három alkalommal tartott több hetes tanfolyamokat. 1970-től több évtizeden át az Országos Minősítő hangversenyeken és az Éneklő Ifjúság hangversenyeken, 1997-ben a Kodály Műveltségi Vetélkedőn és az első Magyar Kodály Zoltán Kórusversenyen zsűrizett. Elemzései, tanulmányai, kritikái jelentek meg különböző folyóiratokban, újságokban (Muzsika, Ének-Zene Tanítás, Parlando, Zeneszó, KÓTA, Magyar Nemzet, Új Ember).

## Családja
1958-ban férjhez ment, férje dr. Mohay Béla (1927–1993), a Budapesti Műszaki Egyetem nyelvtanára, lektora volt, emellett irodalomtörténeti munkásságot is folytatott. Fiai: Mohay Tamás (1959-) néprajzkutató, egyetemi tanár, az ELTE BTK Néprajzi Intézetének vezetője, Mohay Miklós (1960-) DLA, egyetemi tanár, a Liszt Ferenc Zeneművészeti Egyetem Zeneelméleti Tanszék vezetője, zeneszerző, Mohay Péter (1962-) az ELTE Trefort Ágoston Gyakorló Gimnázium matematikatanára és Mohay Gábor (1964-) építészmérnök, a Kaposvári Egyházmegye főépítésze. 1985 és 2000 között tizenegy unokája született.   
2017. január 23-án hunyt el 88-dik életévében.

## Fontosabb művei
- Bartók 27 egyneműkara (320 oldal, Tankönyvkiadó, Budapest, 1982)
- Válogatás Kodály kórusműveiből (215 oldal, Tankönyvkiadó, Budapest, 1986)

## Díjai, elismerései
- Kodály Zoltán-emlékérem (1979, 1983)
- Énekeljenek a népek - BBC-díj (1982)
- Liszt Ferenc-díj (1983)
- Pedagógus Szolgálati Emlékérem (1984)
- Bárdos Lajos emlékérem (1989)
- "Az iskoláért" emlékérem (1994)
- A Magyar Köztársasági Érdemrend kiskeresztje (1994)
- Kodály Zoltán közművelődési díj (1997)
- "Rendületlenül" diploma (1997)
- A Kodály Intézetért (2002)
- KÓTA-díj (2004)
- Bartók Béla–Pásztory Ditta-díj (2005)
- II. Kerületért Emlékérem (2009)
- Pro Meritis Emlékérem (2013)

## Emlékezete
- Soltész Anna: Emlékeim Mohayné Katanics Máriáról és a Kamaráról, Parlando, 2017. évi 2. szám
- Kollár Éva: Mohayné Katanics Mária búcsúztatása, A Magyar Kodály Társaság hírei, 2017 évi 1. szám, 16-19 p Archiválva 2017. szeptember 14-i dátummal a Wayback Machine-ben
- Anker Antal: Csillagszóró – Mohayné Katanics Mária emlékére, A Magyar Kodály Társaság hírei, 2017. évi 2. szám, 53-56 p Archiválva 2017. szeptember 16-i dátummal a Wayback Machine-ben
- Köteles György: Mohayné Katanics Mária halálára, Magyar Kodály Társaság Archiválva 2017. szeptember 22-i dátummal a Wayback Machine-ben